# Åge Hovengen
Åge Hovengen (* 21. Dezember 1927 in Brandbu, Norwegen; † 19. Oktober 2018) war ein norwegischer Politiker der Arbeiderpartiet.

## Leben
Hovengen wurde 1977 von Oppland aus in das norwegische Parlament gewählt und zweimal wiedergewählt. Zuvor war er in der Zeit von 1973 bis 1977 als stellvertretender Abgeordneter tätig gewesen. 1973–1976 war er regulärer Abgeordneter und übernahm die Nachfolge von Thorstein Treholt in der Regierung Bratteli II. Auf lokaler Ebene war er von 1963 bis 1977 Mitglied des Gemeinderats von Vestre Slidre.
Außerhalb der Politik arbeitete er als Automechaniker. Darüber hinaus war er in der Norwegischen Bauern- und Kleinbauernunion tätig.

## Auszeichnungen
- 2002: Fritt-Ord-Preis[1]